# Tomichia rogersi
Tomichia rogersi là một loài động vật chân bụng trong họ Pomatiopsidae. Nó là loài đặc hữu của Nam Phi.